# Base aérienne de Myrhorod
La base aérienne de Myrhorod (en ukrainien : Миргород (авіабаза)) est une base aérienne (code IATA : MXR • code OACI : UKBM) situé à Myrhorod en Ukraine.

## Historique

Un Su-27 décollant derrière deux F-16 américains en 2011.
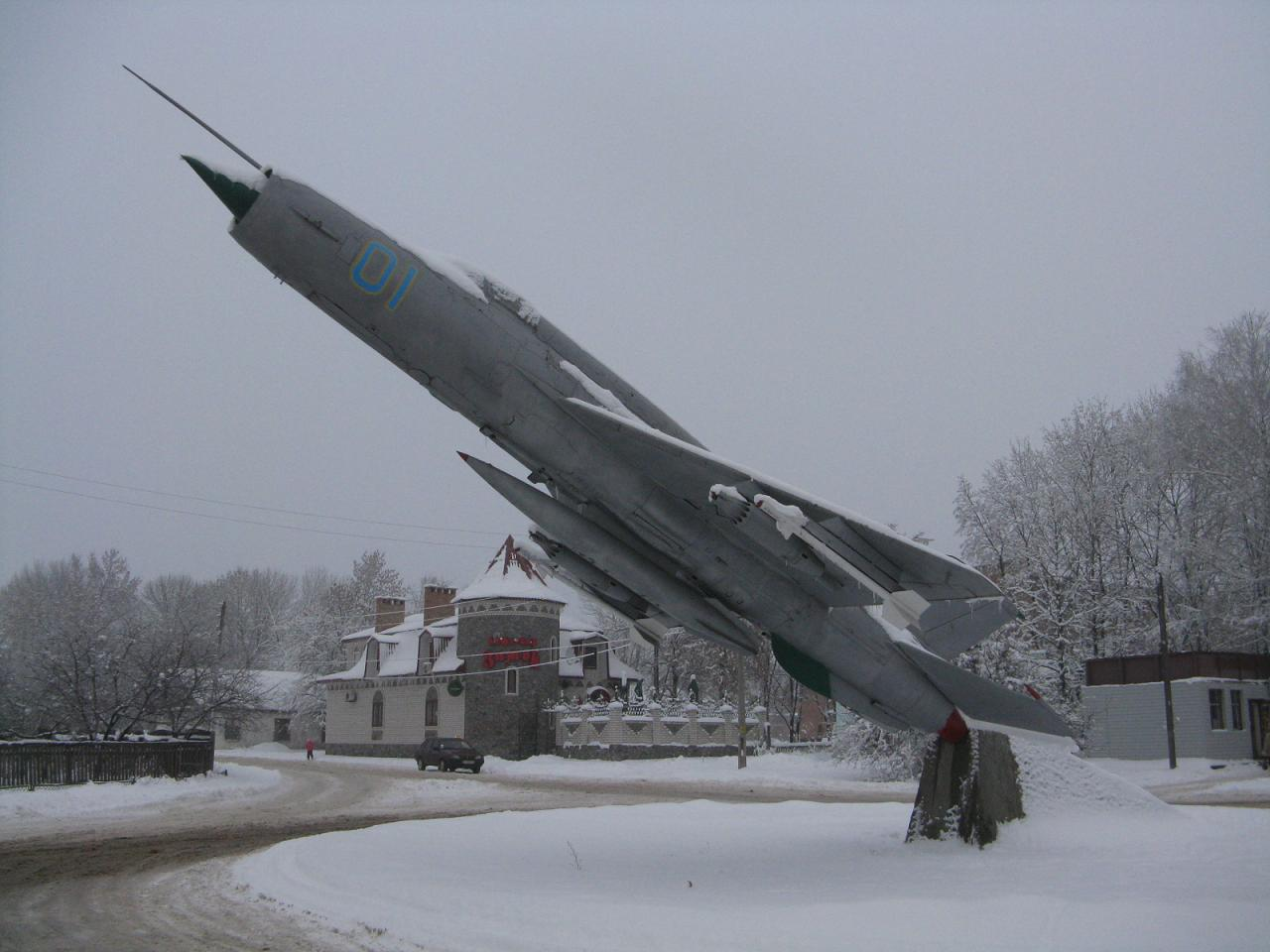
Monument de la base.

En juillet/aout 1944, elle est l'une des trois bases aériennes utilisées par les bombardiers des United States Army Air Forces durant l'Opération Frantic.
Elle est la base de rattachement de la 831e brigade d'aviation tactique ukrainienne.
Durant l'invasion de l'Ukraine par la Russie, elle est visée par les forces russes plusieurs fois; le 1er avril 2024, elle est attaquée par trois vagues de missiles balistiques 9K720 Iskander. Le ministère russe de la défense proclame avoir détruit cinq Soukhoï Su-27 et en avoir endommagés deux autres. Des sources indépendantes supputent deux appareils détruits et quatre endommagés. 

### Situation
| Berdiansk Oujhorod Brody Ouman Kanatove Konotop Djankoï Tchouhouïv Kryvyï Rih Donetsk Sébastopol DniproVesseloïeBaheroveHorodokChersonèseGvardeïskoïeKatchaIvano-Frankivsk Izmaïl JovtneveJytomyr Koulbakino Kharkiv · Charcovie Khmelnytskyï Kherson KrementchoukKiev/Kyïv · Jouliany Kiev/Kyïv · Boryspil Kryvyï Rih Kolomya Loutsk Louhansk LvivMarioupol Mykolaïv Myrhorod Nijyn Odessa Poltava Rivne Sambir Simferopol Starokostiantyniv Tchernivtsi Vinnytsia Zaporijjia |